# Ermanno di Hohenzollern-Hechingen (1777-1827)
Ermanno di Hohenzollern-Hechingen (Troppau, 2 luglio 1777 – Braunsberg, 7 novembre 1827) è stato un generale e nobile tedesco.

## Biografia
Ermanno era il figlio secondogenito del generale Federico Antonio di Hohenzollern-Hechingen (1726-1812) e di sua moglie, la contessa Ernestine-Josepha von Sobeck-Kornitz (1753-1825). Suo fratello era il vescovo Giuseppe di Hohenzollern-Hechingen, mentre suo zio era Giovanni Nepomuceno Carlo di Hohenzollern-Hechingen, entrambi vescovi di Varmia.
Ermanno frequentò la scuola militare prussiana nel 1790 ed iniziò in quello stesso anno la sua carriera militare al servizio del regno di Prussia come sottotenente del 21º reggimento fucilieri, venendo assegnato in Prussia orientale. Prese parte alla guerra della quarta coalizione antifrancese dove ebbe modo di distinguersi nella battaglia di Eylau dove venne ferito, prendendo poi parte anche alle battaglie di Schippenbeil e di Königsberg. Nel 1806 venne promosso capitano. Nel 1807 ottenne la medaglia dell'Ordine Pour Le Merite per l'esemplare condotta sul campo di battaglia, entrando a far parte dello stato maggiore del generale L'Estocq. Promosso maggiore nel 1808, su sua richiesta ottenne di servire nel 2º reggimento di fanteria in Prussi orientale nel 1811, dove ricoprì l'incarico di comandante di compagnia. Nel 1813 venne trasferito nello stato maggiore del corpo d'armata del generale von Bülow .
Prese parte quindi alla campagna militare contro Napoleone e alle battaglie di Großbeeren (ove ottenne la croce di ferro di II classe), Dennewitz, Lipsia, Laon ed ai combattimenti presso Möckern e Hoogstraeten nonché all'assedio di Soissons. Nel 1813 ricevette la promozione a tenente colonnello ed altre onorificenze a livello nazionale ed internazionale. Nel 1814 venne promosso colonnello e presenziò al Congresso di Vienna.
Nel 1815 divenne comandante della 23ª armata e ispettore nel distretto di Danzica. Nel 1820 divenne comandante della 2ª brigata del landwehr.

## Ascendenza
|                                            |                                      |                                                               | Genitori                                               |  |  | Nonni |  |  | Bisnonni                          |  |  | Trisnonni                                  |  |
|                                            |                                      |                                                               |                                                        |  |  |       |  |  | Filippo di Hohenzollern-Hechingen |  |  | Giovanni Giorgio di Hohenzollern-Hechingen |  |
|                                            |                                      |                                                               |                                                        |  |  |       |  |  | Filippo di Hohenzollern-Hechingen |  |  | Giovanni Giorgio di Hohenzollern-Hechingen |  |
|                                            |                                      | Francesca di Salm-Neufville                                   |                                                        |  |  |       |  |  | Filippo di Hohenzollern-Hechingen |  |  |                                            |  |
| Ermanno Federico di Hohenzollern-Hechingen |                                      |                                                               |                                                        |  |  |       |  |  | Filippo di Hohenzollern-Hechingen |  |  |                                            |  |
|                                            |                                      | Maria Elisabetta di Berg ’s-Heerenberg                        | Enrico di Berg ’s-Heerenberg                           |  |  |       |  |  |                                   |  |  |                                            |  |
|                                            |                                      | Maria Elisabetta di Berg ’s-Heerenberg                        | Enrico di Berg ’s-Heerenberg                           |  |  |       |  |  |                                   |  |  |                                            |  |
|                                            |                                      | Maria Elisabetta di Berg ’s-Heerenberg                        | Erbin di Bergen op Zoom                                |  |  |       |  |  |                                   |  |  |                                            |  |
| Federico Antonio di Hohenzollern-Hechingen |                                      | Maria Elisabetta di Berg ’s-Heerenberg                        |                                                        |  |  |       |  |  |                                   |  |  |                                            |  |
|                                            |                                      | Francesco Alberto di Oettingen-Spielberg                      | Giovanni Francesco di Oettingen-Spielberg              |  |  |       |  |  |                                   |  |  |                                            |  |
|                                            |                                      | Francesco Alberto di Oettingen-Spielberg                      | Giovanni Francesco di Oettingen-Spielberg              |  |  |       |  |  |                                   |  |  |                                            |  |
|                                            |                                      | Francesco Alberto di Oettingen-Spielberg                      | Ludovica Rosalia Attems                                |  |  |       |  |  |                                   |  |  |                                            |  |
| Giuseppa di Oettingen-Spielberg            |                                      | Francesco Alberto di Oettingen-Spielberg                      |                                                        |  |  |       |  |  |                                   |  |  |                                            |  |
|                                            |                                      | Johanna Margarethe von Schwendi zu Hohenlandsberg und Camberg | Franz Ignaz von Schwendi zu Hohenlandsberg und Camberg |  |  |       |  |  |                                   |  |  |                                            |  |
|                                            |                                      | Johanna Margarethe von Schwendi zu Hohenlandsberg und Camberg | Franz Ignaz von Schwendi zu Hohenlandsberg und Camberg |  |  |       |  |  |                                   |  |  |                                            |  |
|                                            |                                      | Johanna Margarethe von Schwendi zu Hohenlandsberg und Camberg | Maria Margarete Fugger zu Kirchberg und Weissenhorn    |  |  |       |  |  |                                   |  |  |                                            |  |
| Ermanno di Hohenzollern-Hechingen          |                                      | Johanna Margarethe von Schwendi zu Hohenlandsberg und Camberg |                                                        |  |  |       |  |  |                                   |  |  |                                            |  |
|                                            | Carl Heinrich von Sobeck und Kornitz | …                                                             |                                                        |  |  |       |  |  |                                   |  |  |                                            |  |
|                                            | Carl Heinrich von Sobeck und Kornitz | …                                                             |                                                        |  |  |       |  |  |                                   |  |  |                                            |  |
|                                            | Carl Heinrich von Sobeck und Kornitz | …                                                             |                                                        |  |  |       |  |  |                                   |  |  |                                            |  |
| Felix František Erdmann Sobeck von Kornitz | Carl Heinrich von Sobeck und Kornitz |                                                               |                                                        |  |  |       |  |  |                                   |  |  |                                            |  |
|                                            |                                      | Maximiliana Liboria Josefa Verdugo                            | Johann Franz Julius Verdugo                            |  |  |       |  |  |                                   |  |  |                                            |  |
|                                            |                                      | Maximiliana Liboria Josefa Verdugo                            | Johann Franz Julius Verdugo                            |  |  |       |  |  |                                   |  |  |                                            |  |
|                                            |                                      | Maximiliana Liboria Josefa Verdugo                            | Johanna Franziska Elisabeth Pawlowsky von Pawlowitz    |  |  |       |  |  |                                   |  |  |                                            |  |
| Ernestine Josepha Sobeck von Kornitz       |                                      | Maximiliana Liboria Josefa Verdugo                            |                                                        |  |  |       |  |  |                                   |  |  |                                            |  |
|                                            |                                      | Karl Maximilian von Saurau                                    | Johann Georg von Saurau                                |  |  |       |  |  |                                   |  |  |                                            |  |
|                                            |                                      | Karl Maximilian von Saurau                                    | Johann Georg von Saurau                                |  |  |       |  |  |                                   |  |  |                                            |  |
|                                            |                                      | Karl Maximilian von Saurau                                    | Maria Barbara Guyard de Saint-Julien                   |  |  |       |  |  |                                   |  |  |                                            |  |
| Maria Cäcilia von Saurau                   |                                      | Karl Maximilian von Saurau                                    |                                                        |  |  |       |  |  |                                   |  |  |                                            |  |
|                                            |                                      | Maria Katharina Barbara Breuner                               | Maximilian Ferdinand Leopold Breuner                   |  |  |       |  |  |                                   |  |  |                                            |  |
|                                            |                                      | Maria Katharina Barbara Breuner                               | Maximilian Ferdinand Leopold Breuner                   |  |  |       |  |  |                                   |  |  |                                            |  |
|                                            |                                      | Maria Katharina Barbara Breuner                               | Marie Claire de Saint Julien                           |  |  |       |  |  |                                   |  |  |                                            |  |
|                                            |                                      | Maria Katharina Barbara Breuner                               |                                                        |  |  |       |  |  |                                   |  |  |                                            |  |